# 三苯基硒化膦
三苯基硒化膦是一种有机磷化合物，化学式为(C6H5)3PSe，它是白色固体，可溶于大多数有机溶剂。它可用于制备其它化合物。

## 制备及结构
三苯基硒化膦可由三苯基膦和硒氰酸钾在乙腈中反应制得。
(C6H5)3P + KSeCN → (C6H5)3PSe↓ + KCN
它可以以单斜晶系（P21/c）和三斜晶系（P1）两种晶型结晶，这两种晶型中，磷处于四面体构型的中心。